# بیشاپ بریگز
بیشاپ بریگز (Bishopbriggs) شهری در دانبارتونز شایر شرقی در اسکاتلند می باشد. این منطقه زمانی بخشی از کادر بود که در سال ۱۱۸۰ توسط شاه ویلیام شیر با اسم بیشاپ گلاسکو ایجاد شد. بعدها جزوی از قلمروو کنکرشایر شد و سر انجام بین سالهای ۱۹۶۴ تا ۱۹۷۵ به عنوان شهری مستقل در آمد. امروزه بیشاپ بریگز به جهت نزدیکی جغرافیایی به گلاسکو به عنوان شهر سر ریز به حساب می آید. بیشاپ بریگز در واقع از دهی دور افتاده در جاده قدیمی گلاسکو به کیرکینتیللوچ و استرلینگ به وجود آمده است. جمعیت امروز آن در حدود ۲۳،۵۰۰ نفر میباشد.